# Queloníneos
Queloníneos (Cheloninae) são uma subfamília de vespas parasitas pertencentes a família Braconidae, da ordem de insetos Hymenoptera. A maioria das espécies são pequenas e de coloração escura, tendendo ao preto. Podem ser avistados com certa frequência sobre a vegetação, em busca de seus hospedeiros. São insetos inofensivos para as pessoas e seus animais domésticos.

## Taxonomia
Morfologicamente, apresentam uma carapaça notável sobre o dorso do abdômen aparente (metassoma, neste grupo de insetos) formada pela fusão dos primeiros três tergitos; a asa anterior apresenta a veia r-m presente, e a veia Rs completa até a margem (o que os diferenciam de outros braconídeos que também apresentam a carapaça abdominal: Helconinae, Microgastrinae e Rogadinae).
Suas larvas costumam apresentar 3 diferentes ínstares, sincronizando o desenvolvimento final com a pupa do hospedeiro.

## Biologia e Importância Econômica
São parasitoides solitários cenobiontes. Muitos parasitam lagartas de certos Lepidópteros, especialmente das superfamílias Pyraloidea e Tortricoidea. As vespas adultas ovipositam em ovos de lepidópteros, mas suas larvas não se desenvolvem até que a lagarta tenha eclodido. Por conta de atacaram ovos de lagartas que causam estragos agrícolas, bem como algumas lagartas ocultas nas partes vegetais, diversas espécies são estudadas e exploradas como agentes de Controle Biológico.  Dentre estas, destacam-se Chelonus kellieae em plantações de mamão, Chelonus insularis contra as lagartas polífagas Heliothis e Spodoptera, bem como contra outras em pomares. 

## Diversidade
Atualmente, esta subfamília conta com cerca de 1500 espécies descritas, mundialmente. Os Gêneros de Cheloninae incluem os seguintes:
- Ascogaster Wesmael, 1835 (parafilético?)
- Austroascogaster Kittel e Austin, 2014
- Chelonus Panzer, 1806
- Dentigaster Zettel, 1990
- Diodontogaster Brues, 1933
- Eobracon Cockerell, 1920
- Huseyinia Koçak e Kemal, 2008
- Leptochelonus Zettel, 1990
- Leptodrepana Shaw, 1990
- Megascogaster Baker, 1926
- Odontosphaeropyx Cameron, 1910
- Phanaustrotoma Kittel e Austin, 2014
- Phanerotoma Wesmael, 1838
- Phanerotomella Szépligeti, 1900
- Phanerotomoides Zettel, 1990
- Pseudophanerotoma Zettel, 1990
- Siniphanerotomella Ele et al., 1994
- Wushenia Zettel, 1990

Destes, cerca de 10 gêneros ocorrem na região Neotropical, dos quais Chelonus se destaca no Brasil. 